# Priolepis squamogena
Priolepis squamogena är en fiskart som beskrevs av Richard Winterbottom och Burridge, 1989. Priolepis squamogena ingår i släktet Priolepis och familjen smörbultsfiskar. Inga underarter finns listade i Catalogue of Life.